# Taranto Sport 2004-2005
Questa voce raccoglie le informazioni riguardanti il Taranto Sport nelle competizioni ufficiali della stagione 2004-2005.

## Rosa
| N. |                   | Ruolo | Calciatore                  |
| -- | ----------------- | ----- | --------------------------- |
|    | Italia (bandiera) | C     | Francesco Albano            |
|    | Italia (bandiera) | A     | Salvatore Amico             |
|    | Italia (bandiera) | D     | Fabrizio Arabia             |
|    | Italia (bandiera) | A     | Andrea Beltrame             |
|    | Italia (bandiera) | D     | Rosario Bennardo            |
|    | Italia (bandiera) | D     | Fabio Bracco                |
|    | Italia (bandiera) | C     | Giuseppe Catapano           |
|    | Italia (bandiera) | A     | Marco D'Armento             |
|    | Italia (bandiera) | C     | Antonio De Leonardis        |
|    | Italia (bandiera) | C     | Giuseppe Del Gaudio         |
|    | Italia (bandiera) | C     | Andrea Dionisio             |
|    | Italia (bandiera) | C     | Fabio Filippi               |
|    | Italia (bandiera) | P     | Michele Fischetti           |
|    | Italia (bandiera) | A     | Angelo Fumarola             |
|    | Italia (bandiera) | D     | Michele Galzarano           |
|    | Italia (bandiera) | D     | Luigi Garzya                |
|    | Italia (bandiera) | C     | Pasquale Izzo               |
|    | Italia (bandiera) | C     | Antonino La Cava            |
|    | Italia (bandiera) | P     | Alessandro Leopizzi         |
|    | Italia (bandiera) | C     | Emiliano Maddè              |
|    | Italia (bandiera) | C     | Cosimo Sangermano Magisteri |
|    | Italia (bandiera) | C     | Alessandro Magno            |
|    | Italia (bandiera) | A     | Giovanni Malagnimo          |

| N. |                    | Ruolo | Calciatore           |
| -- | ------------------ | ----- | -------------------- |
|    | Italia (bandiera)  | D     | Andrea Marrazza      |
|    | Italia (bandiera)  | C     | Francesco Meacci     |
|    | Italia (bandiera)  | D     | Mattia Mela          |
|    | Italia (bandiera)  | C     | Francesco Mignona    |
|    | Italia (bandiera)  | C     | Nunzio Mollo         |
|    | Italia (bandiera)  | D     | Gennaro Monaco       |
|    | Italia (bandiera)  | P     | Massimo Negro        |
|    | Italia (bandiera)  | A     | Gaetano Niscemi      |
|    | Brasile (bandiera) | A     | Paco Soares          |
|    | Italia (bandiera)  | D     | Andrea Paglialunga   |
|    | Italia (bandiera)  | C     | Roberto Palumbo      |
|    | Italia (bandiera)  | A     | Francesco Passiatore |
|    | Italia (bandiera)  | C     | Andrea Pastore       |
|    | Italia (bandiera)  | D     | Lorenzo Perruzzi     |
|    | Italia (bandiera)  | C     | Paolo Pupita         |
|    | Italia (bandiera)  | D     | Gianluca Romano      |
|    | Italia (bandiera)  | C     | Pasquale Rulli       |
|    | Italia (bandiera)  | A     | Michele Scarci       |
|    | Italia (bandiera)  | C     | Giuseppe Selvaggio   |
|    | Italia (bandiera)  | A     | Michele Sergi        |
|    | Italia (bandiera)  | P     | Nicola Signorile     |
|    | Italia (bandiera)  | C     | Sirio Silvestri      |

### Serie C2

#### Girone di andata
| Arbitro: | Cavarretta (Trapani) |

|  |           |                                              |
|  | Marcatori | 15’, 35’ Ambrosi 45’ Delle Vedove 51’ Rufini |

| Arbitro: | Iannello (Genova) |

|                                         |           |                     |
| Marino 30’ Ibekwe 32’ Marini 77’ (rig.) | Marcatori | 79’ (rig.) Mignogna |

| Arbitro: | Marrocco (Pisa) |

|  |           |                                                |
|  | Marcatori | 37’ Bonaffini 55’ Erbini 71’, 86’ (rig.) Parma |

| Arbitro: | De Luca (Pescara) |

|                                                   |           |  |
| Zaminga 31’ Marsico 50’ Caputo 77’ Belmonte 90+2’ | Marcatori |  |

| Taranto 10 ottobre 2004, ore 15.00 5ª giornata | Taranto                        | 0 – 0 | Nocerina | Stadio Erasmo Iacovone\| Arbitro: \| Corletto (Castelfranco Veneto) \| |
| Arbitro:                                       | Corletto (Castelfranco Veneto) |       |          |                                                                        |

| Taranto 19 ottobre 2004, ore 15.00 6ª giornata | Taranto            | 0 – 0 Gara sospesa al 32' del primo tempo per incidenti. Il Giudice Sportivo infligge la sconfitta a tavolino per 3-0 ad entrambe le squadre | Cavese | Stadio Erasmo Iacovone\| Arbitro: \| Velotto (Grosseto) \| |
| Arbitro:                                       | Velotto (Grosseto) | |        |                                                            |

| Arbitro: | Nicodano (Milano) |

|            |           |           |
| Uniemmi 2’ | Marcatori | 67’ Amico |

| Arbitro: | Barletta (Bernalda) |

|              |           |  |
| Mignogna 44’ | Marcatori |  |

| Arbitro: | Spadaccini (Vasto) |

|               |           |  |
| Ferrara 90+2’ | Marcatori |  |

| Arbitro: | Meli (Parma) |

|  |           |                         |
|  | Marcatori | 21’ Pignalosa 54’ Perna |

| Arbitro: | Zega (Fermo) |

|                           |           |                     |
| Battisti 12’ Bizzarri 37’ | Marcatori | 77’ (rig.) Mignogna |

| Arbitro: | Branciforte (Nuoro) |

|  |           |              |
|  | Marcatori | 85’ Garofalo |

| Arbitro: | Fugante (Macerata) |

|            |           |  |
| Catania 2’ | Marcatori |  |

| Arbitro: | Rubino (Salerno) |

|                           |           |               |
| Mignogna 36’ Fumarola 44’ | Marcatori | 45+1’ Maniero |

| Arbitro: | Tasso (La Spezia) |

|                |           |  |
| Santinelli 20’ | Marcatori |  |

| Arbitro: | Pierpaoli (Firenze) |

|           |           |                                           |
| Maddè 59’ | Marcatori | 24’ (rig.) Mitri 45’ Vadacca 58’ Piccioni |

| Vasto 6 gennaio 2005, ore 14.30 17ª giornata | Pro Vasto           | 0 – 0 | Taranto | Stadio Aragona\| Arbitro: \| Barletta (Bernalda) \| |
| Arbitro:                                     | Barletta (Bernalda) |       |         |                                                     |

#### Girone di ritorno
| Arbitro: | Andolfatto (Bassano del Grappa) |

|                   |           |  |
| Ambrosi 6’ (rig.) | Marcatori |  |

| Arbitro: | Didato (Agrigento) |

|              |           |            |
| Mignogna 37’ | Marcatori | 53’ Ibekwe |

| Arbitro: | Zega (Fermo) |

|                                |           |                      |
| Plasmati 77’ Cau 78’ Ierna 81’ | Marcatori | 35’ Sergi 52’ Meacci |

| Arbitro: | Marrocco (Pisa) |

|  |           |             |
|  | Marcatori | 77’ Marsico |

| Arbitro: | De Luca (Pescara) |

|               |           |           |
| Rosamilia 35’ | Marcatori | 52’ Maddè |

| Arbitro: | Celi (Bari) |

|                                |           |  |
| Pagano 2’ Mari 19’ Galizia 48’ | Marcatori |  |

| Arbitro: | Ciampi (Roma) |

|  |           |           |
|  | Marcatori | 48’ Abate |

| Arbitro: | Gallione (Alessandria) |

|                          |           |  |
| Parma 45+2’ Matzuzzi 57’ | Marcatori |  |

| Arbitro: | Fiori (Perugia) |

|                  |           |  |
| Sergi 54’ (rig.) | Marcatori |  |

| Arbitro: | Benedetti (Vicenza) |

|             |           |  |
| Fonseca 83’ | Marcatori |  |

| Arbitro: | Pecorelli (Arezzo) |

|                |           |  |
| Pupita 2’, 70’ | Marcatori |  |

| Arbitro: | Di Fiore (Aosta) |

|  |           |             |
|  | Marcatori | 90+2’ Sergi |

| Arbitro: | Bernardoni (Modena) |

|                |           |  |
| Paglialunga 5’ | Marcatori |  |

| Arbitro: | Pecorelli (Arezzo) |

|                                     |           |                               |
| Prete 30’ Occhiuzzi 63’ Novello 84’ | Marcatori | 25’ Silvestri 65’ Deleonardis |

| Taranto 1 maggio 2005, ore 15.00 32ª giornata | Taranto          | 0 – 0 | Morro d'Oro | Stadio Erasmo Iacovone\| Arbitro: \| Passeri (Gubbio) \| |
| Arbitro:                                      | Passeri (Gubbio) |       |             |                                                          |

| Arbitro: | Ciampi (Roma) |

|                                           |           |           |
| Vadacca 58’ Brutto 74’ (rig.) Machado 89’ | Marcatori | 68’ Sergi |

| Arbitro: | Forconi (Aprilia) |

|                                                |           |                         |
| Sergi 13’ Mela 44’ Deleonardis 79’ Niscemi 88’ | Marcatori | 64’ Dombolo 84’ Adduono |

#### Playout
| Arbitro: | Lena (Ciampino) |

|                  |           |              |
| La Cava 32’, 54’ | Marcatori | 80’ Plasmati |

| Arbitro: | Zanzi (Lugo di Romagna) |

|                     |           |                   |
| Plasmati 79’ (rig.) | Marcatori | 6’, 35’ Malagnino |

### Coppa Italia Serie C

#### Fase a gironi
| Arbitro: | Imparati (Foggia) |

|                                                                  |           |  |
| Schiavon 31’, 45+2’, 82’ Lorusso 37’ D. Russo 89’ Di Senso 90+2’ | Marcatori |  |

| 18 agosto 2004 2ª giornata |  | – Turno di riposo Taranto |  |  |

| Arbitro: | Iannone (Napoli) |

|                                                                                         |           |                     |
| Frazzica 6’ A. Caridi 10’ Orlando 12’, 42’ Galantucci 16’ (rig.) Perrelli 28’ Riolo 44’ | Marcatori | 30’ (rig.) Mignogna |

| Arbitro: | Damato (Barletta) |

|                     |           |                    |
| Mignogna 73’ (rig.) | Marcatori | 69’ (rig.) Novello |

| Arbitro: | La Mura (Nocera Inferiore) |

|                                              |           |                                             |
| Mignogna 30’ D'Armento 43’, 60’ Beltrame 72’ | Marcatori | 5’, 8’, 42’ Lisi 20’ Ripa 56’, 83’ Brigante |

Classifica finale Girone Q
| Squadra    | P.ti | G | V | N | P | GF | GS | DR  |
| ---------- | ---- | - | - | - | - | -- | -- | --- |
| 1. Melfi   | 10   | 4 | 3 | 1 | 0 | 14 | 2  | +12 |
| 2. Potenza | 7    | 4 | 2 | 1 | 1 | 9  | 8  | +1  |
| 3. Rende   | 6    | 4 | 2 | 0 | 2 | 11 | 3  | +8  |
| 4. Martina | 4    | 4 | 1 | 1 | 2 | 3  | 8  | -5  |
| 5. Taranto | 1    | 4 | 0 | 1 | 3 | 6  | 20 | -14 |